# Williamsport, Indiana
Williamsport este o localitate, municipalitate și sediul comitatului Warren, statul Indiana, Statele Unite ale Americii.